# 颶風艾倫 (1980年)
颶风艾倫（英語：非常罕见和异常强大的佛得角型飓风（Cape Verde hurricane），于 1980年8月袭击了加勒比海地区、墨西哥东部和北部以及德克萨斯州南部。1980 年大西洋飓风季的第一个命名风暴和第二个热带气旋，就气压而言，这是有记录以来第五强的大西洋飓风，落后于飓风丽塔、1935 年劳动节飓风、飓风吉尔伯特和飓风威尔玛。也是三次达到萨菲尔-辛普森飓风等级5级飓风之一，艾伦是大西洋海盆有记录的历史上唯一一场达到 190 英里/小时（305 公里/小时）持续风速的飓风，这使其成为风速最强的大西洋飓风，直到2015年被飓风帕特里夏给打破,也是西半球最高的持续风速。
在其一生中，艾伦以西风到西北风的路线穿越热带大西洋、加勒比海和墨西哥湾，最后在美国和墨西哥边境附近登陆。在巅峰时期时就通过了Haïti，造成了数百人死亡和重大损失。越过墨西哥湾后，艾伦在袭击德克萨斯州下海岸时减弱，带来大风，风暴潮和大雨，这对德克萨斯州南部造成了破坏。总体而言，艾伦至少杀死了269人，并留下了25.7亿美元的损失（1980 美元），主要都是在美国和海地，因为这影响，艾伦这个名字在 1981 年从大西洋热带气旋名称的六年轮换名单中除名，这个名字被安德鲁取代。不过，安德鲁这个名字随后在 1992季节的飓风安德鲁之后除名。风暴的残余促使1980年美国热浪在德克萨斯州达拉斯/沃思堡等地结束了该地区已经记录了 69 天 100°F（38°C）的高温。

## 氣象歷史
艾倫早期是一個在7月31日在非洲形成的熱帶波，在向西移動的過程中系統不斷發展，並與8月1日加強為熱帶低氣壓  。然而，美國國家颶風中心並沒有對其發出警報，直到24小時后中心距向風群島以東大約1300英里(2100公里)。早在8月2日，以低壓區的強度進入加勒比海，并開始逐步加強，并加強為本風季第一個熱帶風暴。美國國家颶風中心指出，出現了有利于颶風增強的情況。但也有人指出，颶風前方波多黎各附近由溫帶氣旋產生的強烈西風風切會在72小時內阻礙系統的增強 。在此期間，艾倫保持者每小時17到23英里(27到37公里)每小時的速度向偏西方向移動 
。到8月3日，美國國家颶風中心認為系統將會逐漸減弱，並繼續向偏西方向移動。在協調世界時16時，美國國家颶風中心升格艾倫為颶風，在一次飛機實測中測到了時速100英里(155公里)的大風，後期的修訂中修改為8月3日0時加強為颶風。在升格后不久，艾倫開始了快速增強，美國國家颶風中心認為艾倫會緩慢加強，但是艾倫繼續其的快速增強，并快速加強為四級颶風。在8月4日，美國國家颶風中心發佈艾倫的中心氣壓下降至946毫巴(946hPa;27.9inHg)并認為在24小時內氣壓不會大幅下降。但在8月5日，氣壓便下降至924毫巴(924hPa;27.3inHg)並認為相當於上個風季的颶風戴維。
| 最强烈的大西洋飓风     | 最强烈的大西洋飓风 | 最强烈的大西洋飓风 | 最强烈的大西洋飓风 | 最强烈的大西洋飓风 |
| 排名                   | 飓风               | 飓风季             | 气压               | 气压               |
| 排名                   | 飓风               | 飓风季             | 百帕               | 英寸汞柱           |
| ---------------------- | ------------------ | ------------------ | ------------------ | ------------------ |
| 1                      | 威尔玛             | 2005               | 882                | 26.05              |
| 2                      | 吉爾伯特           | 1988               | 888                | 26.23              |
| 3                      | “劳动节”           | 1935               | 892                | 26.34              |
| 4                      | 丽塔               | 2005               | 895                | 26.43              |
| 5                      | 米尔顿             | 2024               | 897                | 26.50              |
| 6                      | 艾倫               | 1980               | 899                | 26.55              |
| 7                      | 卡米尔             | 1969               | 900                | 26.58              |
| 8                      | 卡特里娜           | 2005               | 902                | 26.64              |
| 9                      | 米奇               | 1998               | 905                | 26.73              |
| 9                      | 迪安               | 2007               | 905                | 26.73              |
| 来源：大西洋飓风数据库 |                    |                    |                    |                    |

8月5日，艾倫在波多黎各附近海面增強為一個五級颶風，這是在大西洋生成最早的五級颶風的記錄。但後來被2005年的颶風艾米莉於2005年7月16日超越。在此期間，艾倫氣壓下降到了911毫巴(911hPa;26.9inHg)，這是位於加勒比海東部所測量到的最低氣壓。不到10小時後，美國國家颶風中心說明，艾倫的氣壓在24小時內顯著下降35毫巴(35hPa; 1inHg)。在強度減弱到四級颶風後，艾倫的颶風眼便已經過牙買加和伊斯帕尼奧拉群島之間，同時又加強回到了五級颶風的強度，並維持這樣的強度持續了一天。然後，艾倫經過開曼布拉克島和小開曼島并造成中等程度的破壞。其中在開曼布拉克島附近測到了135英里每小時的風速。隨後艾倫在尤卡坦半島和古巴之間經過，并達到了生命過程中的最低氣壓為899毫巴(899hPa;26.5inHg)。然後便以這樣的氣壓穿過尤卡坦海峽，在穿過加勒比海和墨西哥灣期間，艾倫沒有碰到任何一個陸地，均是在海洋上經過。
但是由於墨西哥陸地的摩擦，艾倫再度減弱為四級颶風，當其移動到墨西哥灣的開放海面時，艾倫又一次的加強成為了一個五級颶風，並再次將這強度維持了一整天，氣壓下降到了909毫巴(909hPa;26.8inHg)，成為有史以來在墨西哥灣西部出現的最低氣壓，但在臨近登陸前，受到來自陸地的乾空氣導致其強度顯著下降。最後，艾倫在德克薩斯州的布朗斯維爾市以三級颶風的強度登陸，最大持續風速為115英里每小時(185km/h)，艾倫最後於8月11日變性為一溫帶氣旋。

## 扩展阅读
- Marks, Frank D. . Monthly Weather Review. 1985, 113 (6): 909–930. Bibcode:1985MWRv..113..909M. doi:10.1175/1520-0493(1985)113<0909:EOTSOP>2.0.CO;2.

## 外部連結
- National Weather Service - Hurricane Allen
- The Wake of Hurricane Allen in the Western Gulf of Mexico
- Effects of Hurricane Allen on Buildings and Coastal Construction
- Pertinent Meteorological Data for Hurricane Allen of 1980